# Whitney Engen
Whitney Elizabeth Engen (* 28. November 1987 in Torrance, Kalifornien) ist eine US-amerikanische Fußballspielerin.

## Karriere

### Verein
Engen begann ihre Karriere im Jahr 2009 beim W-League-Teilnehmer Pali Blues. Zur Saison 2010 wurde sie vom WPS-Teilnehmer Chicago Red Stars gedraftet und kam dort zu 24 Einsätzen. Im folgenden Jahr lief sie für den Ligakonkurrenten Western New York Flash auf und gewann mit diesem die WPS-Meisterschaft, ehe sie in der zweiten Jahreshälfte auf Leihbasis ein kurzes Gastspiel beim schwedischen Erstligisten Tyresö FF gab. Nach der Auflösung der WPS unmittelbar vor der Saison 2012 kehrte sie zu den Pali Blues zurück. Ende 2012 unterschrieb sie einen Vertrag für die Saison 2013 beim Liverpool LFC und gewann mit diesem die Meisterschaft in der FA WSL. Im Anschluss wechselte sie, wie bereits zwei Jahre zuvor, für das Winterhalbjahr zum Tyresö FF, mit dem sie in das Finale der Champions League einzog.
Im Frühsommer 2014 schloss sich Engen dem NWSL-Neuling Houston Dash an und debütierte dort am 8. Juni bei einem Auswärtssieg gegen den Sky Blue FC. Zur Saison 2015 wechselte sie gemeinsam mit ihrer Teamkollegin Becky Edwards zur NWSL-Franchise der Western New York Flash. Von dort zog Engen ein Jahr später weiter zu den Boston Breakers, nachdem zunächst kurzzeitig die Chicago Red Stars ihre NWSL-Rechte gehalten hatten. Nach der Saison 2016 legte sie eine Karrierepause ein.

### Nationalmannschaft

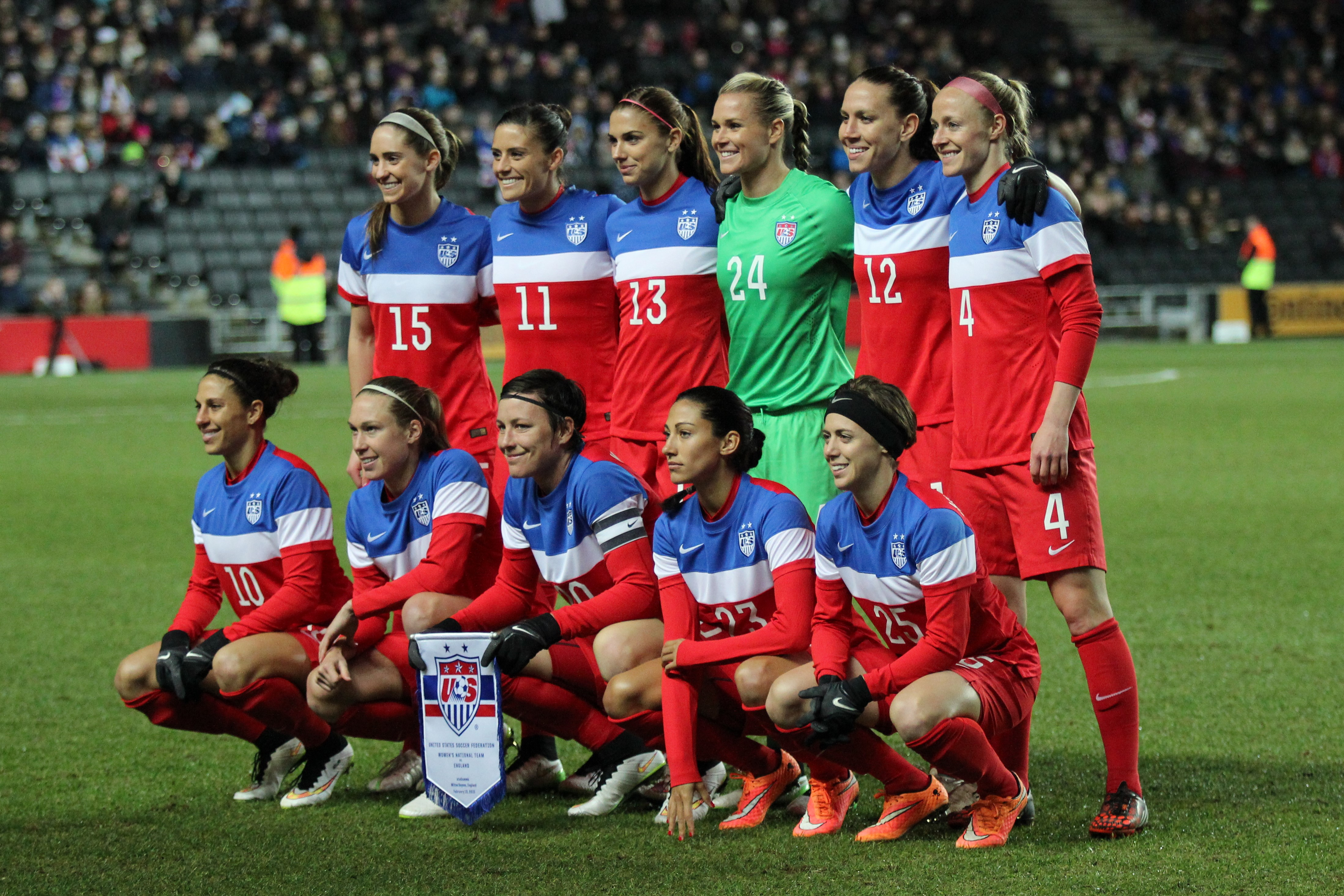
Engen (vorne, zweite von links) mit der US-Nationalmannschaft vor dem Spiel gegen England am 13. Februar 2015

Engen spielte für die U-20- und U-23-Mannschaften der USA. 2011 kam sie erstmals für die A-Auswahl der USA zum Einsatz und nahm unter anderem an den Algarve-Cups 2011, 2013, 2014 und 2015 (ohne Einsatz) teil. Engen wurde auch für den US-Kader der WM-2015 berufen. Sie kam aber als einzige Feldspielerin des Kaders zu keinem Einsatz. Im Oktober 2016 gab Engen ihr Karriereende in der Nationalmannschaft bekannt, da Nationaltrainerin Jill Ellis nicht mehr mit ihr plane.

## Erfolge
- Weltmeisterin bei der Fußball-Weltmeisterschaft der Frauen 2015 (ohne Einsatz)
- 2009: Meister der W-League (Pali Blues)
- 2011: Meister der WPS (Western New York Flash)
- 2013: Meister der FA WSL (Liverpool LFC)
- 2011, 2013, 2015: Sieger des Algarve-Cup
- Siegerin des SheBelieves Cup 2016